# رومن وویچیتسکی
رومن وویچیتسکی (لهستانی: Roman Wójcicki؛ زادهٔ ۸ ژانویهٔ ۱۹۵۸) بازیکن سابق و مربی فوتبال اهل لهستان است.
از باشگاه‌هایی که در آن بازی کرده‌است می‌توان به باشگاه فوتبال شلاسک وروتسواف، باشگاه فوتبال هانوفر ۹۶، و باشگاه فوتبال ویدزف ووچ اشاره کرد.
وی همچنین در تیم ملی فوتبال لهستان بازی کرده‌است.